# Казантип
Казанти́п (укр. Казантип, Казан-Тип, крымскотат. Къазан Тип, Qazan Tip) — мыс на берегу Азовского моря в северо-восточной части Крыма. Название имеет тюркское происхождение: с крымскотатарского къазан тип переводится как «дно котла» (къазан — «котёл», тюп (в степном диалекте тип) — «дно»).
К мысу примыкает государственный природный заказник федерального значения «Казантипский морской».

## География
Мыс Казантип далеко вдаётся в море, имеет вид котла диаметром около 3-4 км, максимальная высота гряды — 106 м, средняя — 30-40 м, уровень дна котла — 20-30 м над уровнем моря. Мыс является северной оконечностью полуострова, разделяющей Казантипский и Арабатский заливы. Северная часть полуострова соединяется с его южной частью низменным перешейком шириной около 1,5 километра. Южнее перешейка находится Белокаменская возвышенность, на ней расположен город Щёлкино.
Практически весь мыс покрыт степями, обрывающимися к морю известняковыми скалами. Памятник природы, государственный Казантипский природный заповедник с 1998 года.
Средняя температура самых холодных месяцев, января и февраля — 1,1 °C, самых теплых — июля и августа +23,9 °C. Безморозный период длится в среднем 222 дня, с первой половины июня по первую половину сентября среднесуточная температура воздуха превышает +20 °C. Ясные дни наблюдаются преимущественно с июля по сентябрь. Среднегодовое число дней с осадками составляет 105—125. Наиболее часто осадки выпадают с ноября по март, 10-15 дней в месяц, а с апреля по октябрь 5-9 дней в месяц.
Температура воды в районе Казантипа с марта быстро повышается и в мае достигает 18 °C, что позволяет начать купальный сезон на месяц раньше, чем на Чёрном море. Летом температура воды в открытом море 22-25 °C, а в прибрежной полосе 30-32 °C. Со второй половины августа она начинает заметно понижаться и в ноябре колеблется от 10 до 6 °C.
В течение всего года преобладают ветры северо-восточного и восточного направлений. Наиболее часты они с сентября по март. В летнее время наиболее часты ветра северо-восточного, северо-западного и западного направлений. По материалам многолетних наблюдений, среднемесячная скорость ветра в летний период 6 м/с. Штили редки. Малые глубины и значительная изрезанность берега ограничивают развитие волнения моря. Даже во время сильных штормов степень волнения не превышает IV—V баллов, что делает Казантип идеальным для водных видов развлечения и спорта — виндсерфинга и кайтсёрфинга.

## История освоения, хозяйственное использование
Казантип и его окрестности были заселены с древнейших времён. В IV—III веках до н. э. на Казантипе появляется первое поселение «Казантип западный» на мысе Желяевский, в районе погранзаставы. На востоке мыса — остатки античного поселения III—II веков до н. э. На карте Европы VIII Клавдия Птолемея, изданной в Страсбурге в 1513 году, на месте Казантипа отмечен «Heraclium» — Гераклий.
На Казантипе и шельфе Азовского моря ведется добыча нефти и природного газа.
В 1992—1999 годах в районе мыса Казантип проходил международный фестиваль электронной музыки «КаZантип». В 2000 году, не договорившись с местной администрацией, организаторы перенесли фестиваль сначала в район Судака, а на следующий год — в Поповку под Евпаторией (2001—2013). Переместившись в новую локацию, фестиваль, тем не менее, сохранил отсылку к топониму «Казантип» в названии.
В 1999 году на мысе Казантип прошёл первый слёт российских и украинских кайтсёрферов «Морские Крылья».
В 2007—2008 годах на мысе Казантип проходили съёмки фильма «Обитаемый остров» (режиссёр — Фёдор Бондарчук). Украинские экологи обвинили съёмочную группу в нанесении ущерба экосистеме заповедника.

## Топографические карты
- Лист карты L-36-96 Щелкино. Масштаб: 1 : 100 000. Состояние местности на 1988 год. Издание 1989 г.